# 薮中亮平

薮中 亮平（やぶなか りょうへい、1986年12月28日 - ）は、日本の男性声優。宮城県仙台市生まれ、北海道出身。血液型はAB型。

## 人物
日活芸術学院卒業。2010年4月1日、81プロデュースジュニア所属となり、2015年まで所属していた。その後は、フリーで活動。
特技はベース、ダンス。

## 出演作品

### テレビアニメ
2010年
- 刀語（足軽）

2011年
- クロスファイト ビーダマン（ビーダーA）
- プリティーリズム・オーロラドリーム（部下）
- ポケットモンスター ベストウイッシュ（駅員C）
- メタルファイト ベイブレード 爆（HDブレーダー）
- メタルファイト ベイブレード 4D（村人C、はぐれブレーダーB、村人D）

2012年
- SKET DANCE（映画の男）
- プリティーリズム・オーロラドリーム（記者）
- メタルファイト ベイブレード ZEROG（ギャラリーA、男B）
- メタルファイト ベイブレード 4D（山男B）

### ゲーム
- グリザイアの果実 -LE FRUIT DE LA GRISAIA-
- 幕末Rock（浪人)

### ラジオドラマ
- BeeTV コスプレ☆アニマル（水野健）

### ラジオ
- 宮田幸季のNight Lovecall（アシスタントパーソナリティ）

### BLCD
- 身代わり王子の純愛（高見、警官B 他）

### 吹き替え
- エンジェルアイズ
- ディノシャーク（トム、救護課員1）
- 百年の花嫁（チェ・ガンイン[6]）

### テレビ
- 大統領の密使（ボイスオーバー）

### 舞台
- 上海、そして東京の屋根の下で
- シンデレラストーリー（チャールズ王子）
- 蒼穹のファフナー FACT AND RECOLLECTION（春日井甲洋）